# Zenon Martynowicz
Zenon Martynowicz (ur. 14 grudnia 1880 w Rozwadowie, zm. 23 sierpnia 1935 w Otwocku) – polski farmaceuta i chemik z tytułem doktora.

## Życiorys
Urodził się w rodzinie Jana, notariusza, i Eleonory ze Sługockich. Po ukończeniu gimnazjum studiował początkowo farmację, uzyskując w 1904 stopień magistra. Następnie wyjechał do Wiednia, gdzie był słuchaczem wykładów profesorów Adolfa Liebena, Rudolfa Wegscheidera, Zdenko Skraupa, Sigmunda Exnera i Richarda Wettsteina. W 1906 powrócił do kraju i pracował w Uniwersytecie Fraciszkańskim we Lwowie pod kierunkiem prof. Bronisława Radziszewskiego, gdzie w 1910 uzyskał stopień doktora filozofii i pełnił do 1912 funkcję asystenta. W 1912 objął stanowisko adiunkta państwowego Zakładu Chemiczno-Farmaceutycznego w Wiedniu. Po I wojnie światowej, w 1918, wziął udział w organizacji Państwowego Instytutu Farmaceutycznego w Warszawie, w którym początkowo pełnił funkcję wicedrektora. W 1922 był w komitecie założycielskim Obywatelskiego Komitetu Obrony Przeciwgazowej. Od 1922 był wicedyrektorem, a od 1926 do 1935 był dyrektorem Chemicznego Instytutu Badawczego. Działał we władzach Towarzystwa Obrony Przeciwgazowej i Ligi Obrony Powietrznej Państwa, połączonych w 1927 w Ligę Obrony Powietrznej i Przeciwgazowej i zasiadł w zarządzie głównym nowego LOPP. 

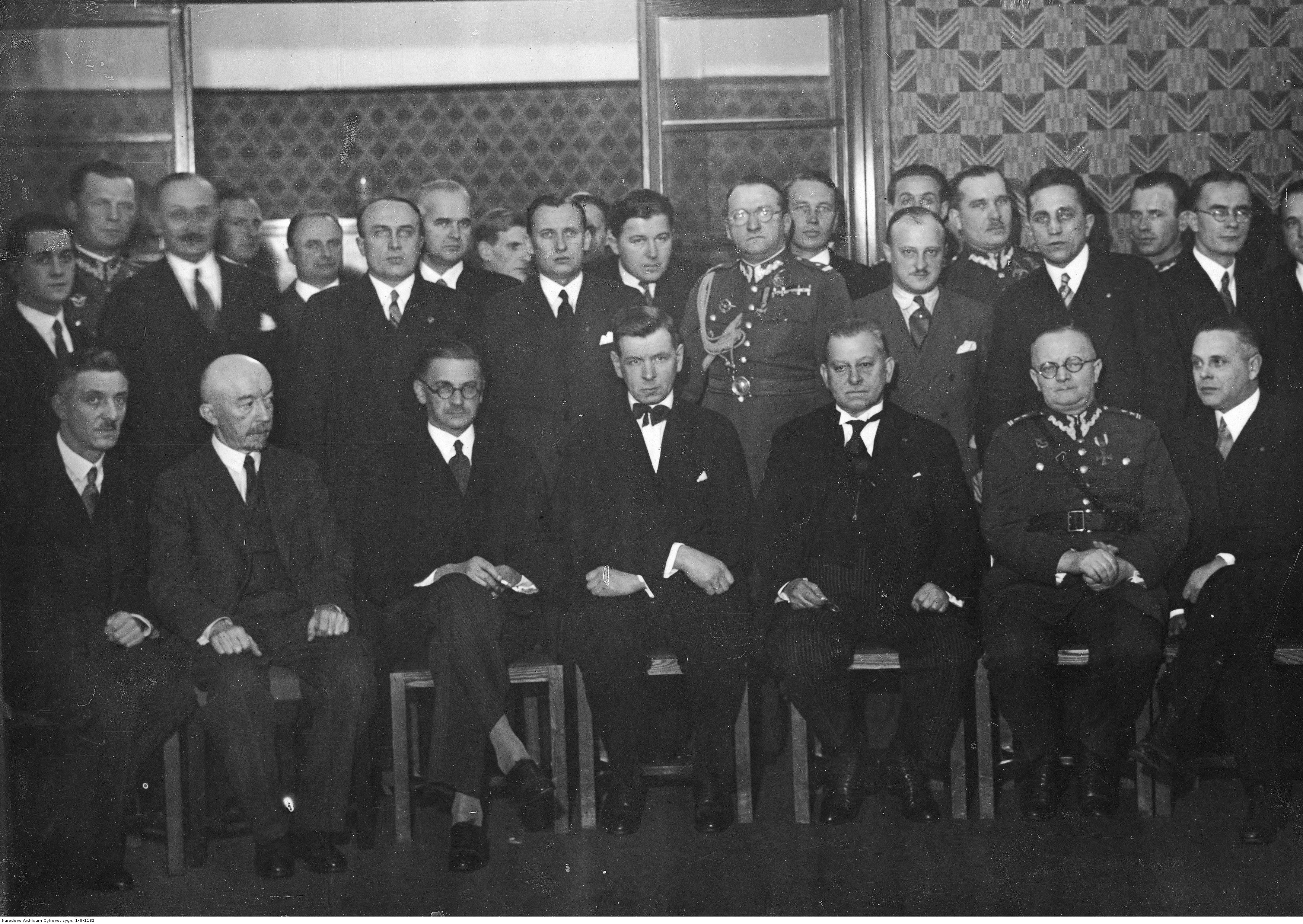
Obchody w Warszawie pięciolecia Aeroklubu RP - Zenon Martynowicz siedzi 3. z prawej; grudzień 1932

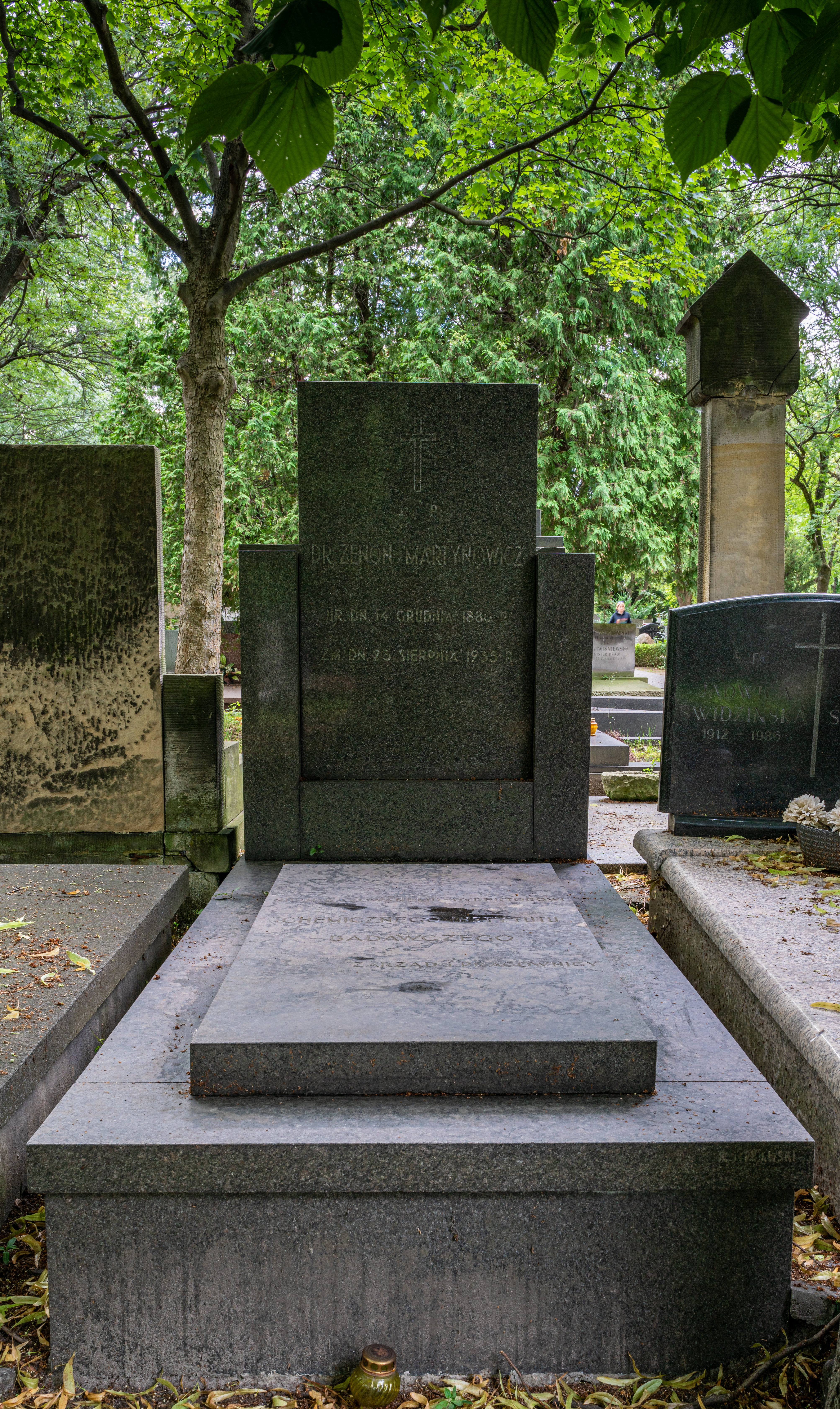
Grób Zenona Martynowicza na cmentarzu Powązkowskim

3 maja 1928 został odznaczony Krzyżem Komandorskim Orderu Odrodzenia Polski.
Został pochowany na cmentarzu Powązkowskim w Warszawie (kwatera 125-1-3).